# Cassa Rurale ed Artigiana di Brendola Credito Cooperativo
Cassa Rurale ed Artigiana di Brendola Credito Cooperativo era una banca di credito cooperativo con sede a Brendola operativa in tutta l'area centro-meridionale della provincia di Vicenza e nell'estremità orientale della provincia di Verona, parte della Federazione Veneta BCC.

## Storia
La Cassa Rurale ed Artigiana di Brendola nasceva domenica 21 giugno 1903 con il nome di Cassa Rurale Cattolica di Prestiti di Brendola.
Il 1 gennaio 2014 si è completato l'iter di fusione di BCC Campiglia dei Berici in CRA Brendola. BCC Campiglia dei Berici era nata il 22 luglio 1896 a Campiglia dei Berici.
Il 26 ottobre 2020 è iniziata la storia di Banca delle Terre Venete, nata dalla fusione tra la Cassa Rurale ed Artigiana di Brendola e il Credito Trevigiano.